# Dobromil (hromada)
Dobromil – hromada terytorialna w rejonie samborskim obwodu lwowskiego Ukrainy. Siedzibą hromady jest miasto Dobromil.
Hromadę utworzono w 2020 roku w ramach reformy decentralizacji. W jej skład weszły miejscowości z dotychczasowych hromad: Błozew Górna, Borszowice, Dobromil, Drozdowice, Hruszatyce, Kniażpol, Koniów, Nowe Miasto, Solanuwatka, Tarnawa, Miżyniec, Niżankowice, Truszowice.  

## Miejscowości hromady
W skład hromady wchodzi miasto Dobromil, osiedle typu miejskiego Niżankowice i 35 miejscowości:

- Dobromil – miasto, centrum hromady
- Niżankowice – osiedle typu miejskiego
- Błozew Górna
- Boniowice
- Borszowice
- Bybło
- Czyszki
- Drozdowice
- Gdeszyce
- Grabownica
- Grodzisko
- Hruszatyce
- Hubice
- Kniażpol
- Komarowice
- Koniów
- Kropiwnik
- Michowa
- Miżyniec
- Nowe Miasto
- Paćkowice
- Pietnice
- Podmojsce
- Polana
- Posada Nowomiejska
- Przedzielnica
- Rożewe
- Sanoczany
- Solanuwatka
- Stroniowice
- Tarnawa
- Towarnia
- Truszowice
- Wełykie
- Wielunice
- Wołcza Dolna
- Zrotowice